# Charlène, Princesa de Mònaco
Charlène, Princesa de Mònaco (francès: SAS La Princesse Charlène, La Princesse de Monaco)  (Bulawayo, 25 de gener de 1978), nascuda amb el nom de Charlene Lynette Wittstock) és una ex-nedadora sud-africana, actual princesa consort del Principat de Mònaco pel seu matrimoni amb Albert II de Mònaco. Nascuda a Bulawayo (Rhodèsia), va representar Sud-àfrica als Jocs Olímpics d'Estiu de 2000, on va quedar en cinquena posició als relleus 4x100 estils. També va participar en els Jocs olímpics de la Commonwealth de 1998 i 2002. Va retirar-se de l'esport l'any 2007.
El 2011 va casar-se amb Albert II de Mònaco i el 2014 va tenir dos fills bessons Gabriela de Mònaco i Jaume de Mònaco. Per raó del seu matrimoni rep el títol d'Altesa Sereníssima